# レベル (映画)
『レベル』（英: No Place to Hide、あるいは、英: Rebel）は、1973年製作のアメリカ映画。

## 概要
シルベスター・スタローンの一般映画初主演作品である。ヘンリー・G・サンダースとは後に『ロッキー・ザ・ファイナル』でも共演している。元ヤンキースのオールスター選手で読売ジャイアンツの助っ人外国人としても活躍したロイ・ホワイトが特別出演している。1990年には本作品をコメディー映画として再編集した『シルベスター・スタローンのレインボー』（英: A Man Called... RAINBO）もリリースされた。

## キャスト
- ジェリー・サベージ(Jerry Savage)

演 - シルベスター・スタローン
- ローリー・フィッシャー(Laurie Fisher)

演 - レベッカ・グライムズ (Rebecca Grimes)
- エステル・ファーガソン(Estelle Ferguson)

演 - ヴィッキー・ランカスター (Vickie Lancaster)
- トミー・トラフラー(Tommy Trafler)

演 - アントニー・ペイジ (Tony Page)　
- レイ・ブラウン(Ray Brown)

演 - デニス・テイト (Dennis Tate)　
- マルレーナ・セント・ジェームス(Marlena St. James)

演 - バーバラ・リー・ゴーヴァン (Barbara Lee Govan)
- ジェームズ・ヘンダーソン(James Henderson)

演 - ヘンリー・G・サンダース (Henry G. Sanders)　
- チャック・ブラッドリー(Chuck Bradley)

演 - ジェド・ミルズ (Jed Mills)　
- ウィリアム・デッカー(William Decker)

演 - ロイ・ホワイト
- リチャード・スコット(Richard Scott)

演 - デビッド・オレンジ (David Orange)

## ストーリー
1969年10月、反戦活動家ジェリー・サベージは、ニューヨークに向かう途中でヒッピーのグループを車に乗せる。
ジェリーは、ジュエリー作家だというローリー・フィッシャーに好意を抱く。
ニューヨークのダンススタジオでは、エステル・ファーガソンが「商品が到着した」との電話連絡を受け、その夜遅くに化学会社から荷物を引き取った。
翌日、ジェリーは公園で友人のトミー・トラフラーに会う。
彼らは倉庫地区にあるトミーのオフィスで「ビジネス」について話し合う。
その後、エステル・ファーガソンとレイ・ブラウンがトミーのオフィスに合流する。
レイは、自分が運転するタクシーにダイナマイトを保管されていることでエステルを非難し、マルレーナ・セント・ジェームスがいない訳を説明するように求めるが、トミーがレイにマルレーナは信頼できる人物だと保証する。
ジェリーはしぶしぶながらエステルの滞在を了承する。
翌日、ジェリーとエステルは観光客を装いながら、ベトナムで敵の兵士を投獄、溺死、埋葬させる「虎の檻(tiger cage)」と呼ばれる個人用収容室の製造元であるモリス＆レイ・メタルズ本社のレイアウトを調べた。
FBIのニューヨークオフィスでは、捜査官のジェームズ・ヘンダーソンとチャック・ブラッドリーが、「ミス - M」あるいは「ブラックボマー」として知られるマルレーナによって爆破された建物の映像を視聴していた。
彼女の最も新しい標的は、細菌戦の研究を行っていた大学の建物であったが、なぜか彼女の行った爆弾テロではいずれも死者や負傷者が発生していなかった。マルレーナがニューヨークにいることを知ったFBIは、彼女を捕らえるため、協力者を潜入させた。
潜入者は、過激派グループ「ウェザーメン」のメンバーとして知られ、グループ内で信頼されている人物であり、見破られることなく組織の活動について報告し始める。
一方、トミー、ジェリー、エステル、レイは、ターゲットであるモリス＆レイ・メタルズ社について話し合う。
彼らの計画の第一段階は、爆破と同時に報道機関に公開するために政府とモリス＆レイ・メタルズ社が交わした契約書のコピーを盗むことであった。
トミーはこのステップは不要であると言うが、ジェリーは、爆破テロの理由を国民に理解させる必要がある、それをしないならただの破壊行為と認識されてしまうだろう、と主張する。
ニューヨーク港を渡るフェリーボートで、トミーとマルレーナは過去の恋愛感情を再燃させる。
彼女は政府が自分を追っていることを知っており、トミーは爆破テロの中止を申し出るが、彼女はそれに執心しており聞き入れない。
一方、ジェリーは宝石店でローリーと再会し、彼女は週末を田舎にある共同住宅で過ごさないかとジェリーを誘う。
週末、ジェリーとローリーは彼らの人生へのアプローチについて会話を交わす。
ローリーは平和を見出し、ジュエリーデザインを宇宙のメタファーだと感じている。
ジェリーは自分が世界を変えられるのだと信じており、平和をもたらすためにはどんな犠牲を払っても構わないと決意している。
対するローリーは、神と愛だけが世界を変えることができると言い、ジェリーはまるで軍を率いる将軍のようだと非難する。
マルレーナは爆弾を組み立てて、エステルに起爆方法を教え、衝撃によって誤爆する可能性があることも警告する。
ワシントンD.C.では、ジャーナリストのリチャード・スコットが、特殊作戦を担当するFBIのウィリアム・デッカーの事務所に入った。
デッカーはFBIとCIAの連絡係であり、スコットは国内のスパイからの報告についてデッカーに尋ねる。
デッカーの特殊作戦は（公式には否定されているものの）「ウェザーメン」への対応だと説明する。
ジェリーがニューヨークに戻ると、グループは彼が不在だったことに怒り、トミーからは任務を中止すると脅されるが、ジェリーはトミーを支持する。
トミーは、契約書のコピーがすべての主要な報道機関に郵送されたことをグループに保証した後、今回の爆破テロ計画の詳細を説明する。
しかし、FBIの仕掛けたテープレコーダーが全ての会話を記録していた。
その後、マルレーナはトミーに「朝までに町を出る」と伝えたが、目的地は明かさなかった。
ジェリーがエステルのアパートに戻ると、彼女はベリーダンスで彼を誘惑し、その後、流産した彼女の胎児を牛乳瓶で数日保存していた話をする。
日の出とともにグループは作戦を開始した。
一方、ワシントンD.C.では、デッカーが密かにスコットと会い、モリス＆レイ・メタルズ社の爆破失敗についての独占スクープをメディアに提供する。
その見返りとしてスコットは、FBIとホワイトハウスまたはCIAが関与する違法活動を結び付ける可能性のあるニュースの公開に4週間のモラトリアムを置くことを約束する。
ニューヨークではトミーがエステルに偽の爆弾をわたし、彼女を標的に向かわせた。
トミーはFBIのヘンダーソンから現金と新たな身分証明書を受け取り、オフィスに戻って荷造りを始める。
マルレーナがトミーに近づき、モリス＆レイ・メタルズ社の契約書がメディア宛に郵送されていないことに気づき、彼が裏切者であることを知る。
彼女は、自動車の後部座席におかれた贈り物の包みこそが本物の爆弾であることに気づかず、エステルの車で逃げるジェリーに対して警告する。
エステルはモリス＆レイ・メタルズの建物に閉じ込められ、FBI捜査官に包囲される。屋根の上に追い詰められたエステルは飛び降りて死ぬ。
エージェントがトミーのオフィスを襲撃するが、グループの他のメンバーは逃亡する。ジェリーが到着したとき、既に家は無人になっていた。
ジェリーが他のメンバーを捜している間、ローリーは車に戻り、車内の包みに気がつく。彼女はそれを調べて車に戻すが、包みの爆弾が爆発して死ぬ。

## 映像ソフト化
- VHS(『レベル』)
  - 型番：MVH-129
  - 発売日 : 不明
  - 発売元 : MiMi CO., LTD.

- VHS(『シルベスター・スタローンのレインボー』)
  - 型番：FP-1045
  - 発売日 : 1990/6/22
  - 発売元 : 株式会社にっかつ